# 佐川英三
佐川 英三（さがわ えいぞう、1913年9月4日 - 1992年11月22日）は、日本の詩人。

## 略歴
奈良県出身。本名・大田行雄。大阪鍼灸学校卒。第一書房、北斗書院勤務をへて印刷業を経営する。野長瀬正夫に啓発され17歳のころから『日本詩壇』に投稿、1936年上林猷夫、池田克己らと『豚』を創刊。のち『現代詩精神』をへて『日本未来派』同人となる。1939年詩集『戦場歌』を発表。

## 著書
- 『戦場歌 佐川英三陣中詩集』第一書房 1939 全国書誌番号:46061703、NCID BA42707599。
- 『若い湖 詩集』日本未来派発行所 1952 NCID BA89077836
- 『絃樂器 詩集』日本未来派編集所 1954 NCID BA89077891
- 『現代紀行』宝文館出版 1972 NCID BA37508549
- 『絶壁 佐川英三詩集』近代文芸社 1982 ISBN 4896071018
- 『佐川英三詩集』砂子屋書房 1988 全国書誌番号:88034903、NCID BN14196121。

### 共編著
- 『高村光太郎詩がたみ愛と真実』編著 宝文館出版 1968 全国書誌番号:68010259、NCID BA35500353。
- 『誕生と死 真田喜七全詩集』中島可一郎,長島三芳共編 勁草書房 1985 ISBN 4326930608